# Centre hospitalier régional de Daloa
Le Centre hospitalier régional de Daloa, est un établissement de santé situé dans la ville de Daloa en Côte d'Ivoire. Construit en 1961, il est érigé en centre hospitalier régional en 1980. Il s'étend sur une superficie de 27 hectares dont 15 hectares bâtis. Il est le centre hospitalier le plus important de la région du Haut-Sassandra car il dessert quatre départements notamment les départements de Daloa, d'Issia, de Vavoua et de Zoukougbeu, pour une population de plus de 1,5 million d'habitants en 2021. 
Le centre hospitalier est réhabilité en 2021.

## Historique
Le centre hospitalier régional de Daloa est situé dans la ville de Daloa, au centre-ouest de la Côte d'Ivoire. À sa construction en 1961, ce centre hospitalier est appelé l'Hôpital Central de Daloa. Il faut attendre en 1980 pour qu'il soit érigé en centre hospitalier régional,.
En 1995, le centre hospitalier régional de Daloa bénéficie d'une réhabilitation grâce au projet de réhabilitation des infrastructures hospitalières d'appui aux soins de base de la Banque africaine de développement. Ce projet a permis de construire le bâtiment du centre de transfusion sanguine de Daloa, un bloc de chirurgie, un bloc de gynéco-obstétrique, un laboratoire, une radiologie et une fosse septique. Une deuxième phase de travaux, partielle cette fois, commence en avril 2006 et se termine en 2007 et concerne les bâtiments de la médecine et de la maternité dans le cadre du programme de soutien à la décentralisation et à l'aménagement du territoire, financé par l'Union Européenne. En 2007, le CHR de Daloa comptait 32 bâtiments dont 20 fonctionnels avec un total 165 agents.
En 2009, l'Opération des Nations unies en Côte d'Ivoire équipe le centre hospitalier de Daloa d'équipement de pédiatrie.

### Rénovation
En 2021, une réhabilitation d'envergure est effectué par l’État ivoirien. La première phase est inaugurée le 24 juillet 2021 par le premier ministre Patrick Achi , avec l'équipement de nouveaux matériels médicaux de 8 bâtiments dont l'administration, le laboratoire, le service de diabétologie, la maternité, la pédiatrie et deux préaux. Après cette première phase, la capacité du centre hospitalier est passé de 120 lits à 200 lits,. 
Les travaux de réhabilitation sont réalisés par Mediafrique, une filiale du groupe Snedai. Les travaux de la deuxième phase sont toujours en cours.

## Description
Le Centre hospitalier régional de Daloa occupe une superficie totale de 27 hectares dont 15 hectares bâtis. Il est bordé à l’est par l’abattoir municipal, à l’ouest par des zones résidentielles, au nord par le lycée II de Daloa, et au sud par une dépression naturelle. Cet établissement est le principal hôpital du district sanitaire de Daloa et de la région du Haut-Sassandra.
Il dispose trois services externes et de 16 services de soins dont la médecine générale, la chirurgie, l'obstétrique, la gynécologie, les soins d'urgence et les consultations médicales spécialisées. L'hôpital dispose également d'unité de soins intensifs, l'imagerie à résonance magnétique et les services de laboratoire,.
L'hôpital possède un service administratif, une pharmacie, une cuisine, une buanderie, deux édifices religieux, un restaurant, trois hangars d’attente, des toilettes externes, d’un incinérateur, de trois logements et une morgue.

## Gestion des déchets
En 2021, les résultats d'une étude réalisée par des chercheurs de l'Université Jean Lorougnon Guédé de Daloa révèlent une mauvaise gestion des déchets solides du Centre hospitalier régional de Daloa. En effet, deux types de déchets sont produits, les déchets d’activités de soins qui représentent 39,1 %, principalement issus des services spécialisés, et les déchets assimilés aux ordures ménagères qui représentent environ 60,9 %, présents dans tous les services. Cependant, 71,1 % du personnel ne procèdent pas au tri des déchets collectés. Le transport de ces déchets s’effectue à l’aide de brouettes, ce qui est contraire aux normes de l’Organisation mondiale de la santé (OMS).
En l’absence d’un incinérateur fonctionnel, les déchets piquants et tranchants, pharmaceutiques, non piquants et non tranchants et ménagers sont brûlés à l’air libre, tandis que les déchets anatomiques sont enfouis dans des fosses. Cette gestion expose à des risques sanitaires, notamment des infections au VIH/Sida et à l’hépatite, estimés respectivement à 40,8 % et 28,7 % par le personnel hospitalier. L’acquisition récente d’un banaliseur par le CHR de Daloa et la rénovation du centre hospitalier en 2022 est une lueur d’espoir pour améliorer la gestion des déchets dans cet établissement de santé du Centre-Ouest ivoirien.

## Polémique
Le 19 août 2022, le Centre hospitalier régional de Daloa enregistre le décès d'une institutrice en couche. L'affaire fait du bruit à cause des circonstances du décès. Le ministre de la santé envoie une mission de l'inspection générale à Daloa pour une investigation. 
Les conclusions de l'enquête indiquent que le médecin gynécologue de garde a commis une faute professionnelle. Il a diagnostiqué une hauteur utérine excessive sur un utérus cicatriciel chez la parturiente et n'a pas posé l'indication d'une césarienne malgré la suggestion insistante des sages-femmes présentes. Il a déserté l'hôpital sans respecter le programme de garde qui l'oblige à passer la nuit à l'hôpital. Le médecin a donc été suspendu à la suite de cet incident.
Le 24 février 2023, un autre décès, cette fois d'un prématuré au CHR de Daloa a secoué la ville.